# Kay Wingberg

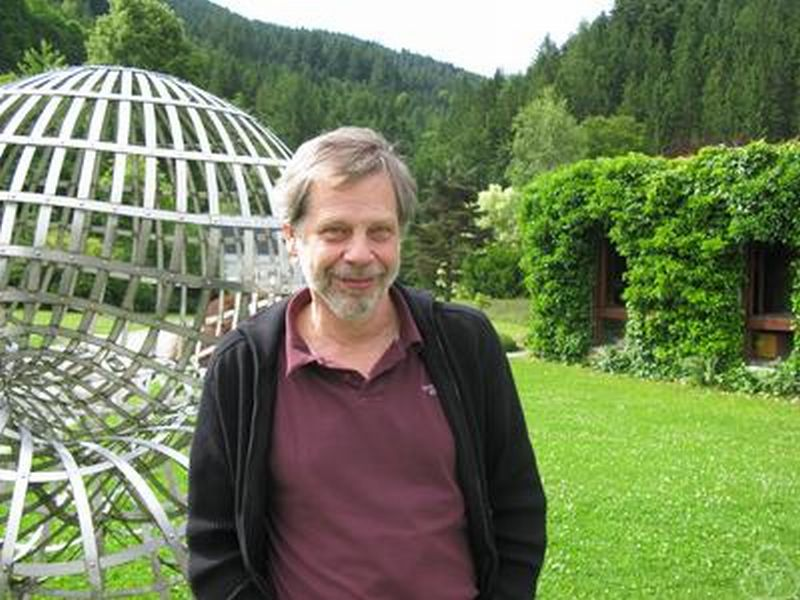
Kay Wingberg, Oberwolfach 2009

Kay Wingberg (* 25. Dezember 1949 in Kiel) ist ein deutscher Mathematiker, der sich mit algebraischer Zahlentheorie und arithmetischer algebraischer Geometrie beschäftigt.

## Leben und Wirken
Wingberg promovierte 1978 an der Universität Hamburg bei Helmut Brückner (p-Potenzen und Kommutatoren in Verzweigungsgruppen p-adischer Zahlkörper). Er war außerplanmäßiger Professor an der Universität Erlangen-Nürnberg und ist seit 1989 Professor an der Universität Heidelberg.
Wingberg befasst sich mit Iwasawa-Theorie, Galoistheorie algebraischer Zahlkörper, Einbettungsproblem in der algebraischen Zahlentheorie, profiniten Gruppen (topologische Gruppen, die insbesondere als absoluten Galoisgruppen eines Zahlenkörpers auftreten), Arithmetik elliptischer Kurven und abelscher Varietäten. Mit Uwe Jannsen beschrieb er Anfang der 1980er Jahre vollständig die absolute Galoisgruppe p-adischer Zahlkörper, also im lokalen Fall.
Er ist mit Jürgen Neukirch und seinem Doktoranden Alexander Schmidt Verfasser eines Standardwerks über Verwendung der Methoden der Galoiskohomologie in der algebraischen Zahlentheorie.
Zu seinen Doktoranden zählen Alexander Schmidt und Otmar Venjakob.

## Schriften (Auswahl)
- zusammen mit Jürgen Neukirch, Alexander Schmidt: Cohomology of Number Fields (Grundlehren der Mathematischen Wissenschaften in Einzeldarstellungen; Bd. 323). 2. Aufl. Springer, Berlin 2008, ISBN 978-3-540-37888-4 (EA Berlin 2000).

## Verweise
1. ↑  Kay Wingberg im Mathematics Genealogy Project (englisch)  abgerufen am 21. Dezember 2024.
2. ↑  Jannsen, Wingberg: Die Struktur der absoluten Galoisgruppe p-adischer Zahlkörper. In: Inventiones Mathematicae, Bd. 70 (1982), S. 71–98, ISSN 0020-9910 Online

| Personendaten    | Personendaten                              |
| ---------------- | ------------------------------------------ |
| NAME             | Wingberg, Kay                              |
| KURZBESCHREIBUNG | deutscher Mathematiker und Hochschullehrer |
| GEBURTSDATUM     | 25. Dezember 1949                          |
| GEBURTSORT       | Kiel                                       |